# L’Apocalypse des animaux
L’Apocalypse des animaux – ścieżka dźwiękowa do filmu Frédérica Rossifa, autorstwa Vangelisa, wydana w 1973 r.

## Lista utworów
1. „Apocalypse des animaux – générique” (1:27)
2. „La petite fille de la mer” (6:00)
3. „Le singe bleu” (7:40)
4. „La mort du loup” (3:06)
5. „L’ours musicien” (1:04)
6. „Création du monde” (10:06)
7. „La mer recommencée” (5:55)